# NGC 1887
NGC 1887 је расејано звездано јато у сазвежђу Златна риба које се налази на NGC листи објеката дубоког неба.
Деклинација објекта је - 66° 19' 7" а ректасцензија 5h 16m 6,0s. Привидна величина (магнитуда) објекта NGC 1887 износи 12,7 а фотографска магнитуда 12,9. NGC 1887 је још познат и под ознакама ESO 85-SC59.